# Denkmalgeschützte Objekte im Bezirk Gänserndorf
Im Bezirk Gänserndorf bestehen 442 denkmalgeschützte Objekte. Die unten angeführte Liste führt zu den Gemeindelisten und gibt die Anzahl der Objekte an.
| Gemeindeliste              | Objektzahl |
| -------------------------- | ---------- |
| Aderklaa                   | 1          |
| Andlersdorf                | 1          |
| Angern an der March        | 19         |
| Auersthal                  | 2          |
| Bad Pirawarth              | 13         |
| Deutsch-Wagram             | 10         |
| Drösing                    | 7          |
| Dürnkrut                   | 14         |
| Ebenthal                   | 12         |
| Eckartsau                  | 12         |
| Engelhartstetten           | 20         |
| Gänserndorf                | 10         |
| Glinzendorf                | 1          |
| Groß-Enzersdorf            | 28         |
| Großhofen                  | 1          |
| Groß-Schweinbarth          | 7          |
| Haringsee                  | 3          |
| Hauskirchen                | 13         |
| Hohenau an der March       | 11         |
| Hohenruppersdorf           | 24         |
| Jedenspeigen               | 5          |
| Lassee                     | 8          |
| Leopoldsdorf im Marchfeld  | 8          |
| Mannsdorf an der Donau     | 1          |
| Marchegg                   | 22         |
| Markgrafneusiedl           | 4          |
| Matzen-Raggendorf          | 16         |
| Neusiedl an der Zaya       | 10         |
| Obersiebenbrunn            | 12         |
| Orth an der Donau          | 7          |
| Palterndorf-Dobermannsdorf | 14         |
| Parbasdorf                 | 1          |
| Prottes                    | 4          |
| Raasdorf                   | 2          |
| Ringelsdorf-Niederabsdorf  | 9          |
| Schönkirchen-Reyersdorf    | 11         |
| Spannberg                  | 8          |
| Strasshof an der Nordbahn  | 4          |
| Sulz im Weinviertel        | 26         |
| Untersiebenbrunn           | 3          |
| Velm-Götzendorf            | 8          |
| Weiden an der March        | 7          |
| Weikendorf                 | 10         |
| Zistersdorf                | 33         |
| Summe Bezirk Gänserndorf   | 442        |